# たかみね駆
たかみね 駆（たかみね かける、1972年5月20日 - ）は、日本の漫画家・イラストレーター。東京デザイン専門学校マンガ科講師・学科長。女性。本名、小林まどか（こばやし まどか）。

## 略歴
東京都出身。東京造形大学デザイン科卒業。ペンネームの由来は『リングにかけろ』の主人公・高嶺（たかね）竜児である。
東京造形大学入学直後に『まんがパロ野球ニュース（月刊スポコミ）』でデビュー。初連載作「きまぐれMVP！」で人気作家の1人となったが、単行本は同誌版元の竹書房ではなく、NHK出版から発刊された。単行本化にあたっては、NHK出版がNPBや各球団OBに許可を取ってくれたという。『月刊スポコミ』から雑誌コードを引き継いだ『まんがくらぶオリジナル』では、ごく初期、占いコーナーのカットを担当していた。大学卒業後は株式会社バンプレストに就職・勤務し、版権キャラクターの商品企画などに携わった後、1997年に退社してフリーランスとなった。
中日ドラゴンズファンで、プロ野球に題材を求めた4コマ漫画・ショートコミックが中心。「スーパーロボット大戦シリーズ」などを題材にしたロボット系アンソロジーへの寄稿もある。2012年頃からまんが・イラストの技法書も手掛けている。

## 作風
「きまぐれMVP！」は、その後主流となっていくキャラクター重視型野球4コマの走りであり、2作目「さわんだふるA」でさらにその色を濃くした。選手の見た目や印象からキャラクターを作るより、実際にあったエピソードを拡大解釈したネタおよびキャラクターが多い。実在の芸能人を題材にしたパロディコミックの手法を野球4コマに持ち込んだことで、野球ファンのみならず幅広いファン層をつかんだ。
4コマまんがでは3頭身のディフォルメキャラクターを描くが、少年向けや少女向けに6〜7頭身の絵を描くこともある。

## 作品リスト

### 漫画
連載終了
- さわんだふるA（まんがパロ野球ニュース→月刊スポコミ）
  - 中日ドラゴンズのダブルエースと呼ばれた山本昌・今中慎二を題材にした4コマ。
後期は野口茂樹、岩瀬仁紀なども絡む。未単行本化。
- きまぐれMVP！（まんがパロ野球ニュース）
  - 毎回12球団から1選手を選び主役に据える。
2003年、「まんがくらぶオリジナル」の阪神タイガース優勝記念増刊で1話限りの復活をした。その際のMVPは桧山進次郎。単行本はNHK出版から発売（ISBN 4140052864）。
- 竜党あっぱれ計画（東京中日スポーツ）
  - 土・日のみ。他の曜日は同タイトルでなかむら治彦が執筆。
2007年8月終了。
- くるくる◇プリンセス ～フィギュアできらきら☆氷のエンジェル～（キャラぱふぇ）
- くるくる◇プリンセス ～夢のホワイトカルテット～（キャラぱふぇ）
  - スパイクのニンテンドーDS用同名ゲームのコミック化。低学年少女向け。

連載中
- プリンセスバレリーナ ～夢みる4人のプリマドンナ～（キャラぱふぇ）
  - スパイクのニンテンドーDS用同名ゲームのコミック化。ゲームのキャラクターデザインも担当している。低学年少女向け。

単行本書き下ろし
- マンガでやさしくわかる 会社の数字（日本能率協会マネジメントセンター）
- プリンセスナイン 如月女子高野球部（NHK出版・全３巻）

### イラスト・他
- 進研ゼミ中学講座（ベネッセコーポレーション・キャラクターデザイン）
  - 「チャレンジ」および副読本の「TEAM-C」に登場するキャラクターのうち「ハラドン」「ゆーちゃん」のデザインを担当。
2017年度からは各学年編集長キャラもてがけている。
- 竜巻少女〜トルネード・ガール〜（風野潮著・挿絵）
  - 朝日小学生新聞連載作品。単行本は講談社青い鳥文庫より2012年に刊行され全3巻。少年野球もの。twitterで風野が「野球と美少女の描ける漫画家」を条件に挿絵作家を募集、フォロワーから紹介されたのがたかみねだった[2]。
- プリンセスバレリーナ ～夢みる4人のプリマドンナ～（スパイク・キャラクターデザイン）
  - 2008年12月発売予定のニンテンドーDS用ゲームで、全キャラクターのデザインを担当している。「くるくる◇プリンセス」シリーズのコミック化が縁で開発に参加することになった。
- M2〜神甲演義〜（ガイアックス・キャラクターデザイン、公式イラスト他）
  - オリジナルである台湾版のキャラクターを日本向けに再デザイン。タイトルロゴ、3次職までの職業解説の文章も担当。
「M2はじめて物語」は森永みるく、4次職及び2006年12月以降の追加イラストはひづき夜宵が担当している。
- 猛虎伝説95〜阪神タイガース〜（エンジェル・広告、ゲーム本編、パッケージ、マニュアル等用のイラスト）
  - 阪神タイガースファン向けに企画・開発され1995年に発売予定で、1994年の東京おもちゃショーで開発途中の映像も公開されていたが、発売中止となった。発売元のエンジェルは当時在籍していたバンプレストと同じくバンダイ傘下のゲームメーカーで、1997年にメガハウスに吸収合併され現存しない。